# فريبا كوثري
فريبا كوثري (22 نوفمبر 1966-) هي ممثلة إيرانية ولدت في مدينة (زاهدان، إيران)، حاصلة على درجة البكالوريوس في الاقتصاد.

## فيلموغرافيا

### في السينما
- هيرماس
- الحب
- بيتابي بيتا
- ربيب
- سوبر ستار
- الحزن
- الشرقية
- انظر
- قصة حقيقية
- نهاية الطفولة
- نصف العالم
- الكسوف
- المحافظ
- فاز طهران
- دور الحب
- ابحث في الجزيرة
- إبليس
- موت النمر
- ثعبان الأسنان
- حرق التنوب
- على طريق عاصفة من الرياح

### في التلفزيون
- مسافرو المدينة
- بارغار
- سري للغاية
- الثورة الجميلة
- كيفر
- رائحة المطر
- يلدا
- نافذة
- سقوط ملاك
- الجدار
- مخترنامه
- سيدة
- دلنافازان
- الأبرياء
- يصرخ بصمت
- البراءة المفقودة
- الشباب
- العد التنازلي
- الهدف المفقود
- العقيق
- القسم الرابع الجراحة